# Softmaker Office
SoftMaker Office es una suite ofimática desarrollada desde 1987 por la compañía alemana SoftMaker Software GmbH, Núremberg. Es compatible con Microsoft Office.
Hay una versión limitada que es freeware llamada SoftMaker FreeOffice.

## Componentes
SoftMaker Office incluye:
- TextMaker, un procesador de textos[1] Formato .docx y .doc
- PlanMaker, una aplicación de hojas de cálculo[1] Formato .xlsx y .xls y .csv
- Presentacions, una aplicación de Presentaciones gráficas que es compatible con Microsoft PowerPoint[1] Formato: .pptx y .ppt y .html y .pdf
- BasicMaker, una herramienta para programar macros bajo un lenguaje similar a Visual Basic

La versión Softmaker Office Professional incluye también
- Un corrector ortográfico y diccionarios Duden,[1]
- Cuatro diccionarios Langenscheidt.[1]
- Un cliente de correo electrónico - Thunderbird[1]

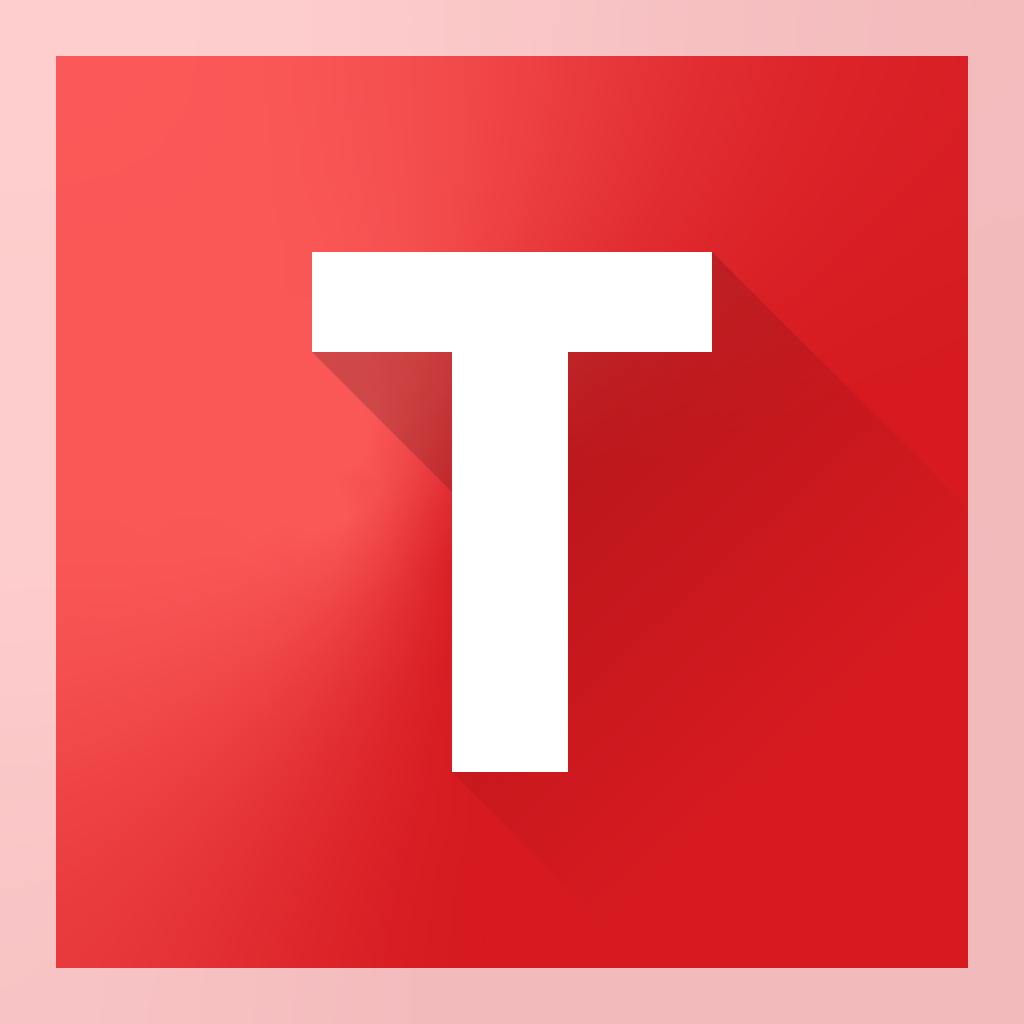
TextMaker
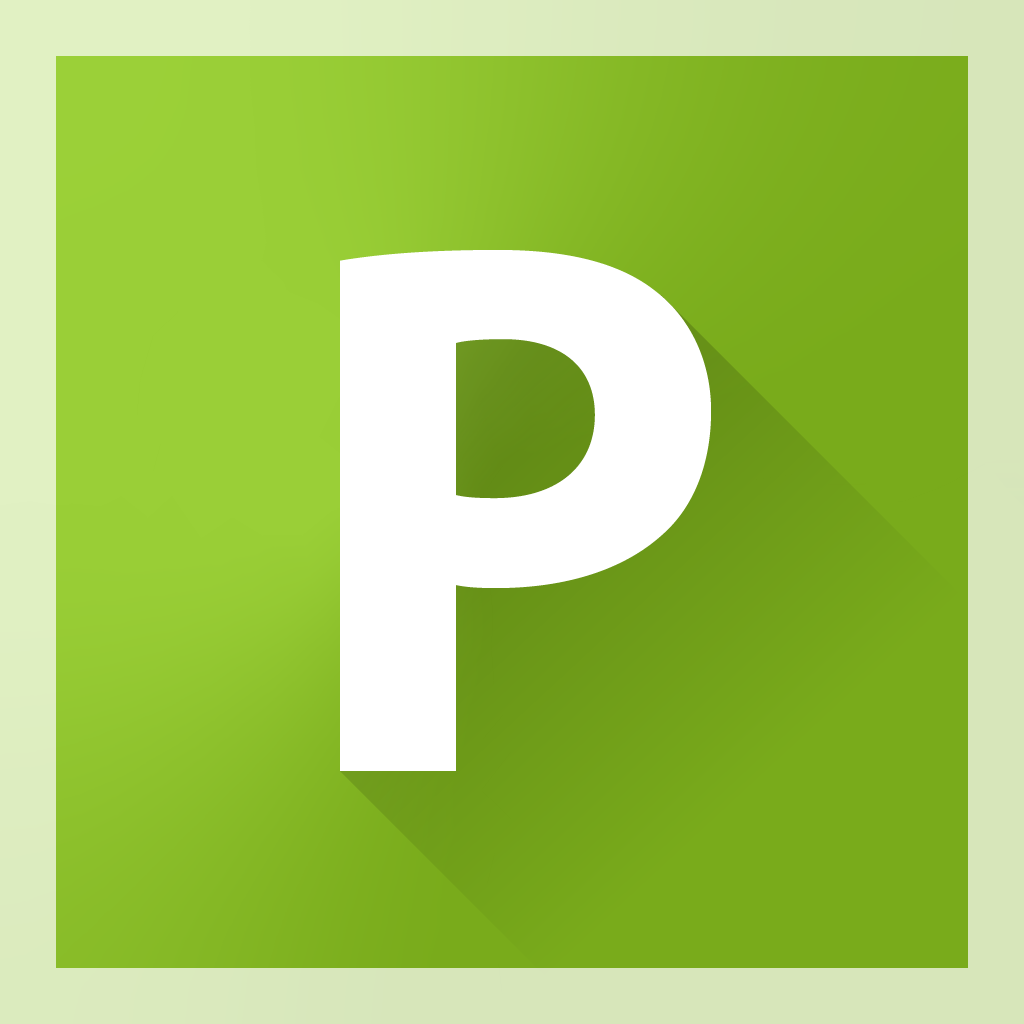
PlanMaker
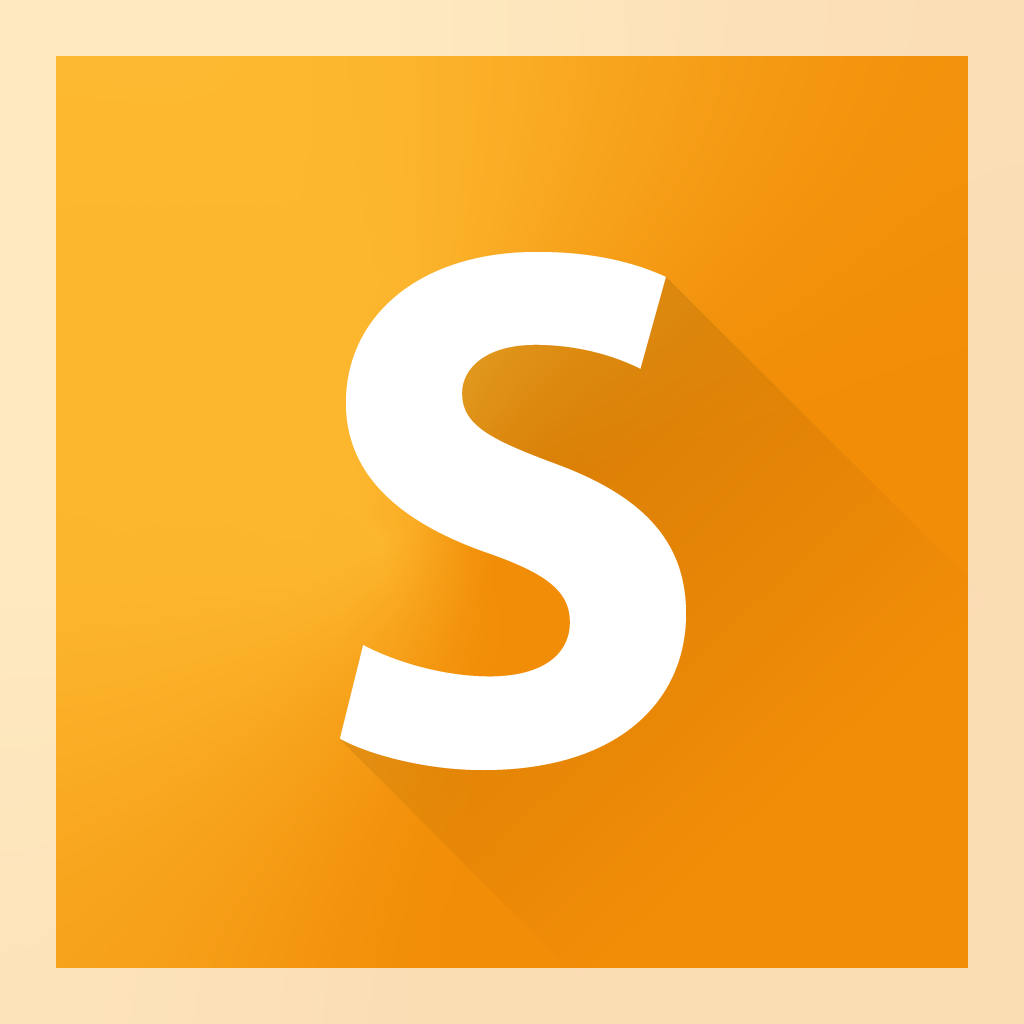
SoftMaker Presentations

## Características
SoftMaker Office tiene muchas funciones de suites ofimáticas como Microsoft Office, LibreOffice o WordPerfect Office, y también se puede ejecutar desde una memoria USB y es compatible con los trabajos de referencia integrados. Tiene sus propios formatos nativos, y puede leer y escribir formatos de archivo de Microsoft Office, OpenDocument (procesador de textos solamente), RTF y HTML. Puede exportar a PDF. Comprobación de ortografía en diferentes idiomas y tiene soporte para separación de sílabas y sinónimos. Tiene integrado un diccionario de traducción de cinco lenguas (inglés, alemán, francés, italiano, y español).
La interfaz de usuario por defecto es del estilo Ribbon, similar a la que se utiliza en Microsoft Office. Sin embargo, existe una función para poder cambiar el estilo de la interfaz a la apariencia clásica, usando botones y menús en lugar de pestañas.

## FlexiPDF

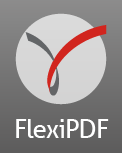

FlexiPDF fue lanzado en 2016 y es uno de los pocos programas con los que se pueden editar archivos PDF de forma comparativamente amplia y razonablemente fácil y ha sido llamado un virtuoso del texto.